# Vera y el Reino Arcoíris
Vera y el Reino Arcoíris (en inglés True and the Rainbow Kingdom) es una serie de televisión infantil estadounidense-canadiense de animación para todos los públicos que se empezó a emitir en 2017.

## True and the Rainbow Kingdom
Fue creada por Samuel Borkson, Mary Bredin, Frank Falcone y Arturo Sandoval.
Consta de dibujos animados y música para niños.
El reparto de las voces en inglés está formado por: Michaela Luci, Jamie Watson, Anna Claire Bartlam, Dante Zee y Eric Peterson.

## Vera y el Reino Arcoíris (en español)
Vera y el Reino Arcoíris es una serie estadounidense animada original de Netflix.
Se dobla al español en los estudios de doblaje "Centauro Comunicaciones" (Colombia), y el director de doblaje es Alfonso Grau. La traducción es dirigida por Fernanda Soto, y la dirección musical por Andrés Angulo. Jorge Eberle es el ingeniero de grabación, y la productora de doblaje "BTI Studios". Se comenzó a emitir en 2017 y actualmente se sigue emitiendo.
En la primera temporada, los personajes principales estaban doblados por los siguientes actores: Vera está interpretada por Juliana García, Bartleby por Víctor Valencia, Rey Arcoíris está interpretado por José Manuel Cantor, Zee está interpretada por Klaudia Kotte y Grizelda está interpretada por Dora Luz Moreno.
Otras voces adicionales son interpretadas por: Andrés Mauricio Chávez, William Lozano, Raúl Zabala, Julian Álvarez y Alejandra Crispin.

## Argumento
El argumento de la serie trata de una pareja de mejores amigos llamados Vera y Bartleby que se encargan de conceder deseos a los habitantes del Reino Arcoíris cuando sucede algún problema, para solucionarlo.
Algunos de los episodios constan de lo siguiente:
- Grizelda ha hecho algunos comentarios desagradables sobre la música del DJ Bingo Bango, el cual se ha puesto muy triste. Pero Vera y Bartleby hacen todo lo posible para que el DJ vuelva a tiempo para la fiesta.
- Grizelda encarga a Vera y a Bartleby una tarea muy importante: deben cuidar del castillo del Rey Arcoíris y de su mascota, Frookie. En este capítulo vemos cómo se desenvuelven los dos pequeños bajo una responsabilidad tan grande.
- El Rey Arcoíris nombra a Vera reina por un día, ya que el debe ocuparse de unos asuntos. Ella se encuentra con algunos imprevistos, entre ellos, un olor horrible. ¿logrará librarse de él?